# ممر أمجار
ممر أمجار هو مضيق جبلي في هضبة أدرار وسط ولاية أدرار، بالقرب من مقاطعة أطار عاصمة الولاية، شمال موريتانيا. وقد تآكل الحجر الرملي الوردي-البني للممر بفعل نوبات متكررة من الجفاف الشديد، وكذا هطول الأمطار الغزيرة. قواعد جدران الوادي شديدة الانحدار مغطاة بالحصى، مفككة بفعل تأثير الأمطار. كما يوجد القليل من الحياة النباتية في الممر. تعتبر أكاسيا استثناءً ملحوظًا، لأنها مقاومة للجفاف.
يعد ممر أمجار ممرا مهما في منظومة النقل البري في موريتانيا لأنه يوفر طريقًا محميًا إلى حد ما يربط العاصمة الموريتانية نواكشوط بمواقع مهمة أخرى مثل المدينتين التاريخيتين: وادان وشنقيط.
توجد بالقرب من المضيق بعض اللوحات الصخرية من العصر الحجري الحديث لـأغرور أموججار، شمال شرق في20°35′N 12°45′W / 20.583°N 12.750°W.